# Hudur

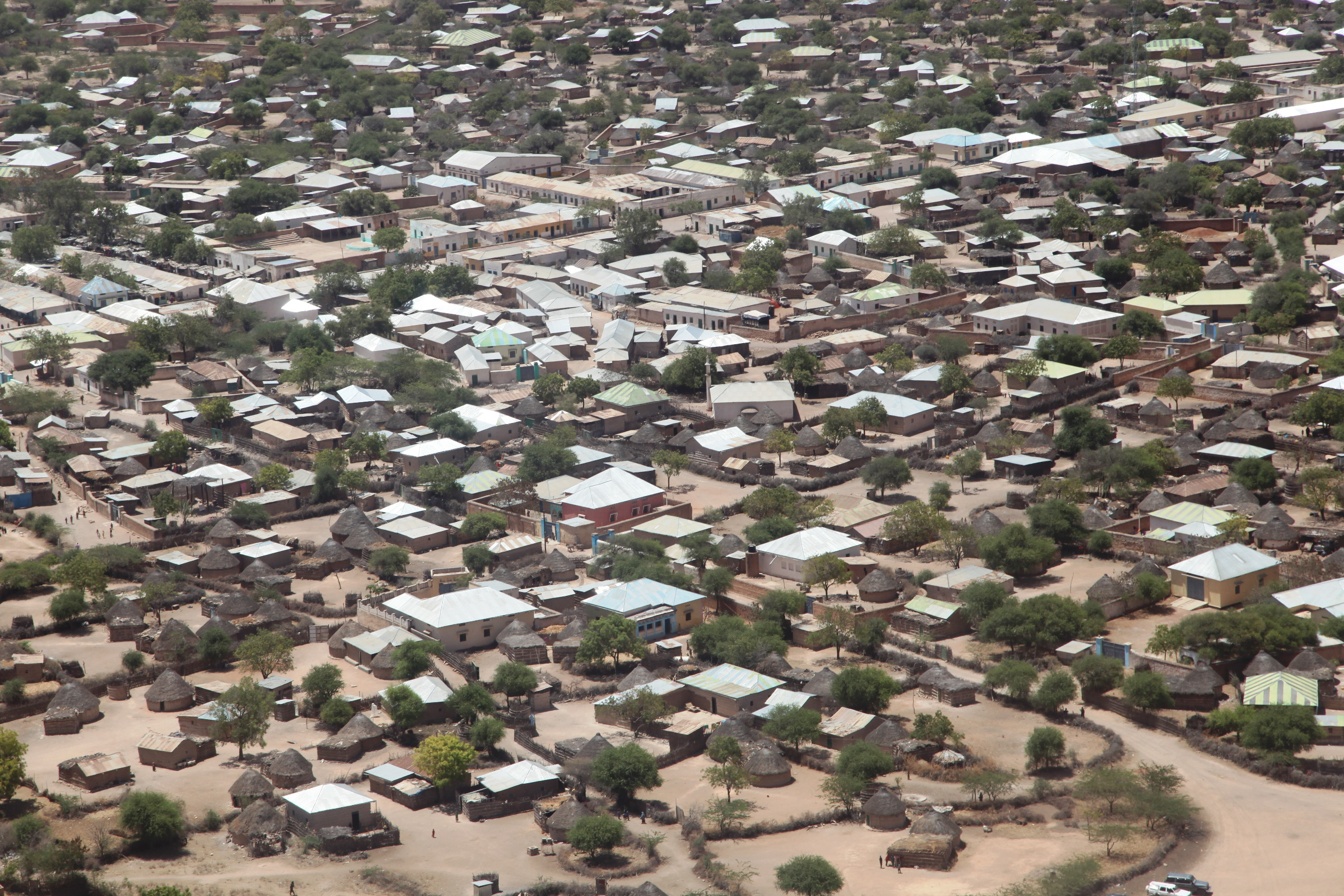
Hudur

Hudur (ook: Huddur, Húddur Hadama, Húddur Haddama, Oddur, Xuddur, Xuddur Hadama, Xudur) is een stad in Somalië.
Hudur is de hoofdstad van de regio Bakool en van het district Hudur. De stad telt naar schatting 18.000 - 24.000 inwoners.
Klimaat: Hudur heeft een tropisch savanneklimaat met een gemiddelde jaartemperatuur van 26,6 °C. De warmste maand is maart met een gemiddelde temperatuur van 28,9 °C; juli is het koelste, gemiddeld 24,4 °C. De jaarlijkse neerslag bedraagt 353 mm (ter vergelijking: in Nederland ca. 800 mm). Er zijn twee uitgesproken regenseizoenen, april-mei en oktober-november. In de perioden daartussen (juni-september en december-maart) zijn twee droge seizoenen. De natste maand is april; er valt dan ca. 111 mm neerslag.